# Aziza Jafarzade
Aziza Mammed qyzy Jafarzade (Bakú, 29 de diciembre de 1921–4 de septiembre de 2003) (Cəfərzadə Əzizə Məmməd qızı) fue una escritora azerbaiyana y profesora de filología.  Estaba especializada en la historia de la literatura azerbaiyana.

## Trayectoria
Aziza Jafarzadeh nació el 29 de diciembre de 1921 en Bakú. Recibió su educación primaria en la Escuela nº 25, después estudió en la Escuela Técnica de Teatro y en el Instituto de Profesores de Dos Años. De 1942 a 1944, trabajó como maestra en el pueblo de Chaparli, en el distrito de Agsu. En 1946-1947, se licenció en la Facultad de Filología de la Universidad Estatal de Bakú mediante estudios externos.
Entre 1944 y 1946, fue jefa del departamento de guiones del Azerbaijanfilm Studio Jafar Jabbarli. De 1947 a 1949, fue directora de la Escuela Técnica de Teatro, y de 1950 a 1955, trabajó como profesora asociada y jefa de departamento en el Instituto Pedagógico. En 1956, fue profesora asociada en el Instituto Pedagógico de Kamchatka. De 1957 a 1974, trabajó en el Instituto de Manuscritos de la Academia de Ciencias de Azerbaiyán como investigadora principal y jefa de departamento. A partir de 1974, fue profesora en la Universidad Estatal de Bakú.
Defendió su tesis de candidata en 1950 sobre el tema La imagen de los intelectuales ilustrados en la literatura azerbaiyana del siglo XIX y su tesis doctoral en 1970 sobre El estilo de la poesía popular en la poesía azerbaiyana del siglo XIX.
Falleció el 4 de septiembre de 2003, a la edad de 82 años, tras una larga enfermedad. Según su testamento, fue enterrada en el pueblo de Tagili, en el distrito de Hayigabul, en el mismo cementerio que sus padres, su marido y sus hermanos. 

## Obras
- Natəvan haqqında hekayələr (1963) - Colección de relatos sobre Khurshidbanu Natavan, el último kan de Karabaj, que describe su vida en el siglo XIX.[4]
- Aləmdə səsim var mənim (1973-1978) - Primera novela histórica del autor, centrada en la vida literaria de Seyid Azim Shirvani, renombrado poeta de Shamakhi del siglo XIX.[3]
- Vətənə qayıt (1977) - Con el telón de fondo de la primera llegada de las tropas rusas a Azerbaiyán en el siglo XVIII, esta novela explora la vida del poeta Nishat Shirvani y los acontecimientos de la región de Salyan de Shirvan.[3]
- Yad et məni (1980) - Novela sobre la vida y la obra de Abbas Sahhat, poeta romántico activo a finales del siglo XIX y principios del XX.
- Bakı-1501 (1981) - Novela histórica dedicada al sha Ismail Khatai y su campaña en Bakú.
- Cəlaliyyə (1983) - Historia de Jalaliya, una gobernante de Najicheván en el siglo XII, y su lucha por defender el país.
- Sabir (1989) - Obra dedicada al famoso poeta satírico Mirza Alakbar Sabir, que vivió y trabajó a finales del siglo XIX y principios del XX.

- Eldən elə (1992) - Novela sobre la vida de Zeynalabdin Shirvani, geógrafo del siglo XIX que pasó 37 años viajando por el mundo.
- Bir səsin faciəsi (1995) - Una trágica historia sobre la vida de Mirza Gullar, un cantante de finales del siglo XIX. * Gülüstan «dan öncə» (1996), novela histórica sobre la invasión rusa de Shirvan a principios del siglo XIX.
- Zərrintac-Tahirə (1996) - Obra sobre Táhirih, poetisa y una de las líderes del movimiento bábí en el Azerbaiyán iraní del siglo XIX.
- İşığa doğru (1998) - Novela centrada en la trágica historia asociada a los ecos del movimiento bábí en el Irán del siglo XX.
- Bəla (2001) - Novela sobre las luchas cortesanas por el poder en el Azerbaiyán del siglo XVI tras el shah Ismail Khatai, que finalmente condujeron a la división de la región en pequeños kanatos.
- «Rübabə-sultanım» (2001) - Novela semibiográfica ambientada en los acontecimientos sociopolíticos del siglo XX.
- Xəzərin göz yaşları (2003) - Novela que relata la deportación forzosa de azerbaiyanos iraníes que vivían en Azerbaiyán a Irán por el régimen de Stalin en 1938.

- Eşq sultanı - Terminada poco antes de su muerte,  retrata la vida del gran poeta azerbaiyano Muhammad Fuzuli, que vivió y creó durante los siglos XV-XVI.

## Reconocimientos
- Decreto honorífico del Soviet Supremo de la RSS de Azerbaiyán (28 de diciembre de 1981)
- Orden de la Amistad de los Pueblos
- Orden Shohrat [3]
- Pensión individual del Presidente de la República de Azerbaiyán (11 de junio de 2002)[8]
- "Madre de Azerbaiyán" (2001) [9]
- "Escritora del pueblo de Azerbaiyán" (2001)